# The Glorias
The Glorias is een Amerikaanse biografische dramafilm uit 2020 onder regie van Julie Taymor. De film is gebaseerd op de autobiografie My Life on the Road van feministe Gloria Steinem. De hoofdrollen worden vertolkt door Julianne Moore, Alicia Vikander, Janelle Monáe, Bette Midler en Timothy Hutton.

## Verhaal
De film werpt een blik op het leven van feministe en schrijfster Gloria Steinem en de invloed die haar jeugd, waarin ze met haar familie veel rondtrok, had op haar latere carrière.

## Rolverdeling
| Acteur              | Personage             |
| ------------------- | --------------------- |
| Julianne Moore      | Gloria Steinem        |
| Alicia Vikander     | jonge Gloria Steinem  |
| Lulu Wilson         | jonge Gloria Steinem  |
| Ryan Kira Armstrong | jonge Gloria Steinem  |
| Bette Midler        | Bella Abzug           |
| Janelle Monáe       | Dorothy Pitman Hughes |
| Timothy Hutton      | Leo Steinem           |
| Lorraine Toussaint  | Florynce Kennedy      |

## Productie
In september 2017 raakte bekend dat Julie Taymor de autobiografie My Life on the Road van feministe Gloria Steinem zou regisseren. Taymor had een decennium eerder met Frida (2002) ook al een biografische film over het feministisch icoon Frida Kahlo gemaakt. The Glorias werd grotendeels gefinancierd door een anonieme investeerder.
In november 2017 werd Julianne Moore aangekondigd als hoofdrolspeelster. Voor de jonge Gloria Steinem werden drie actrices gecast, waaronder Alicia Vikander en Lulu Wilson. Eind 2018 en begin 2019 werd de cast uitgebreid met onder meer Bette Midler, Janelle Monáe en Timothy Hutton. De opnames, die geleid werden door de Mexicaanse cameraman Rodrigo Prieto en twee maanden duurden, gingen in januari 2019 van start in Savannah (Georgia).
De film ging op 26 januari 2020 in première op het Sundance Film Festival.